# Bisdom Talibon
Het bisdom Talibon (Latijn: Dioecesis Talibonensis) is een rooms-katholiek bisdom met als zetel Talibon, op de Filipijnen. Het bisdom is suffragaan aan het aartsbisdom Cebu. 

## Geschiedenis
Het bisdom werd opgericht op 9 januari 1986, uit delen van het bisdom Tagbilaran.

## Parochies
Het bisdom had in 2022 een oppervlakte van 2.243 km2 en telde 762.643 inwoners waarvan 83,3% rooms-katholiek was.

## Bisschoppen
- Christian Vicente Fernandez Noel (6 september 1986 - 3 juni 2014)
- Daniel Patrick Yee Parcon (3 juni 2014 - heden)

## Galerij van afbeeldingen

Wapen van het bisdom

Cebu (aartsbisdom) · Dumaguete · Maasin · Tagbilaran · Talibon